# República de Amalfi
República de Amalfi ou Ducado de Amalfi foi um Estado da península Itálica com capital em Amalfi. Até 839, a cidade esteve sob poder do Ducado de Nápoles, mas naquele ano tornar-se-ia Estado independente, sob órbita do Império Bizantino. Títulos imperiais foram cedidos aos líderes locais (primeiro o de prefeito e então, desde 958, o de duque) e os amalfitanos foram ativos no comércio do Mediterrâneo, com seus navios sendo conhecidos no Egito, Magrebe e Alandalus. Estabeleceram colônias em Dirráquio e Antioquia e frequentemente foram descritos como fornecedores de bens de luxo orientais ao Ocidente.
Amalfi estabeleceu um quarteirão em Constantinopla, no qual estava a Igreja de Santa Maria Latina registrada em meados do século XI e fundou o mosteiro de Nossa Senhora no monte Atos que floresceu do século X ao XIII; ambos foram notórios à tradução de hagiografias do grego ao latim. Entre 1053 e 1062, Amalfi tentou em vão estabelecer uma aliança entre o Império Bizantino e o Sacro Império Romano-Germânico para combater os invasores normandos. Em 1073, se rendeu a Roberto Guiscardo. Com a conquista, as relações entre Amalfi e Constantinopla diminuíram.

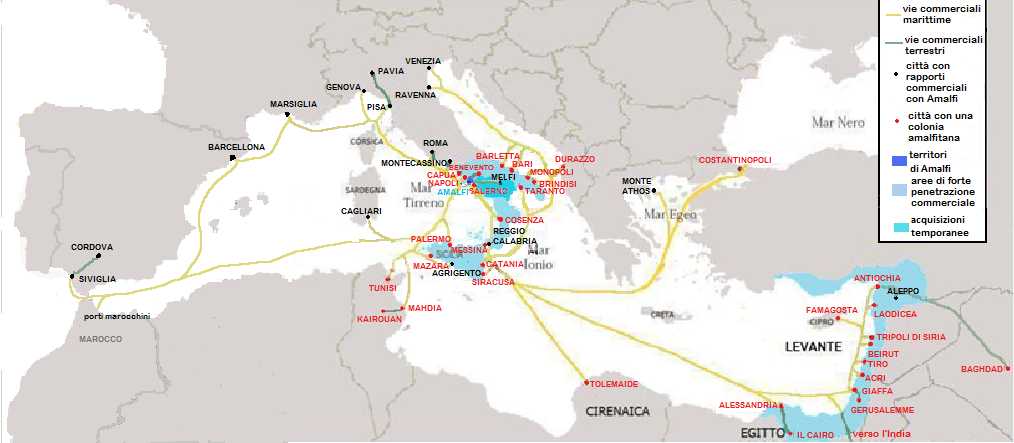
Amalfi em seu apogeu